# 英國咖啡館
48°52′16.58″N 2°20′14.81″E / 48.8712722°N 2.3374472°E
英國咖啡館（法語：Café Anglais，法語發音：[kafe ɑ̃ɡlɛ]），又譯英吉利咖啡館，一間已歇業的咖啡館，位於法國巴黎第二區，意大利大道13號。在1802年開業，於1913年關閉。

## 歷史
在1802年開業，為慶祝亞眠和約之後，英法兩國間重獲和平，所以命名為英吉利咖啡廳。
1913年，英吉利咖啡館停業，這棟建築也在拆毀後重建。

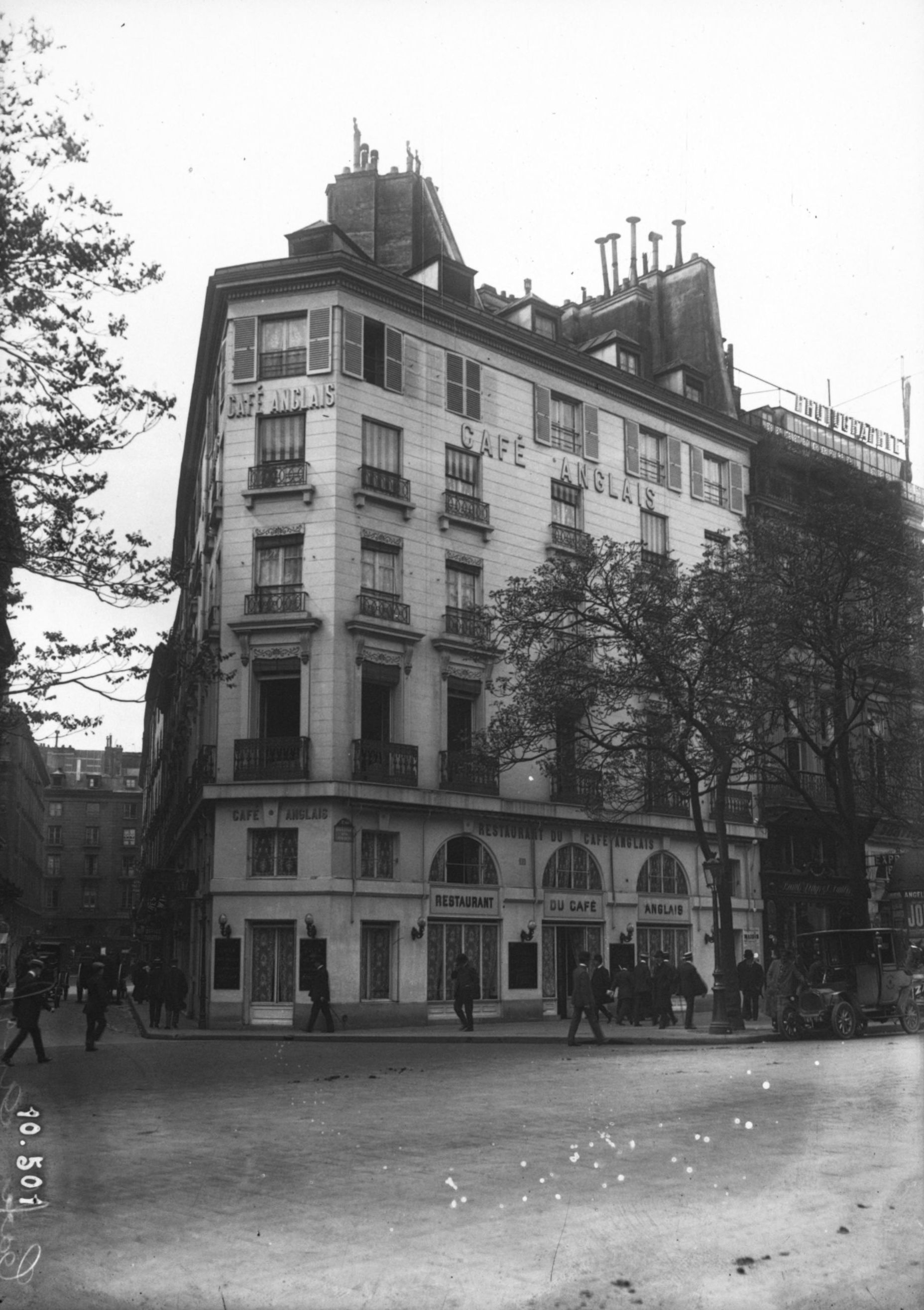
在拆除前數個月的英國咖啡館

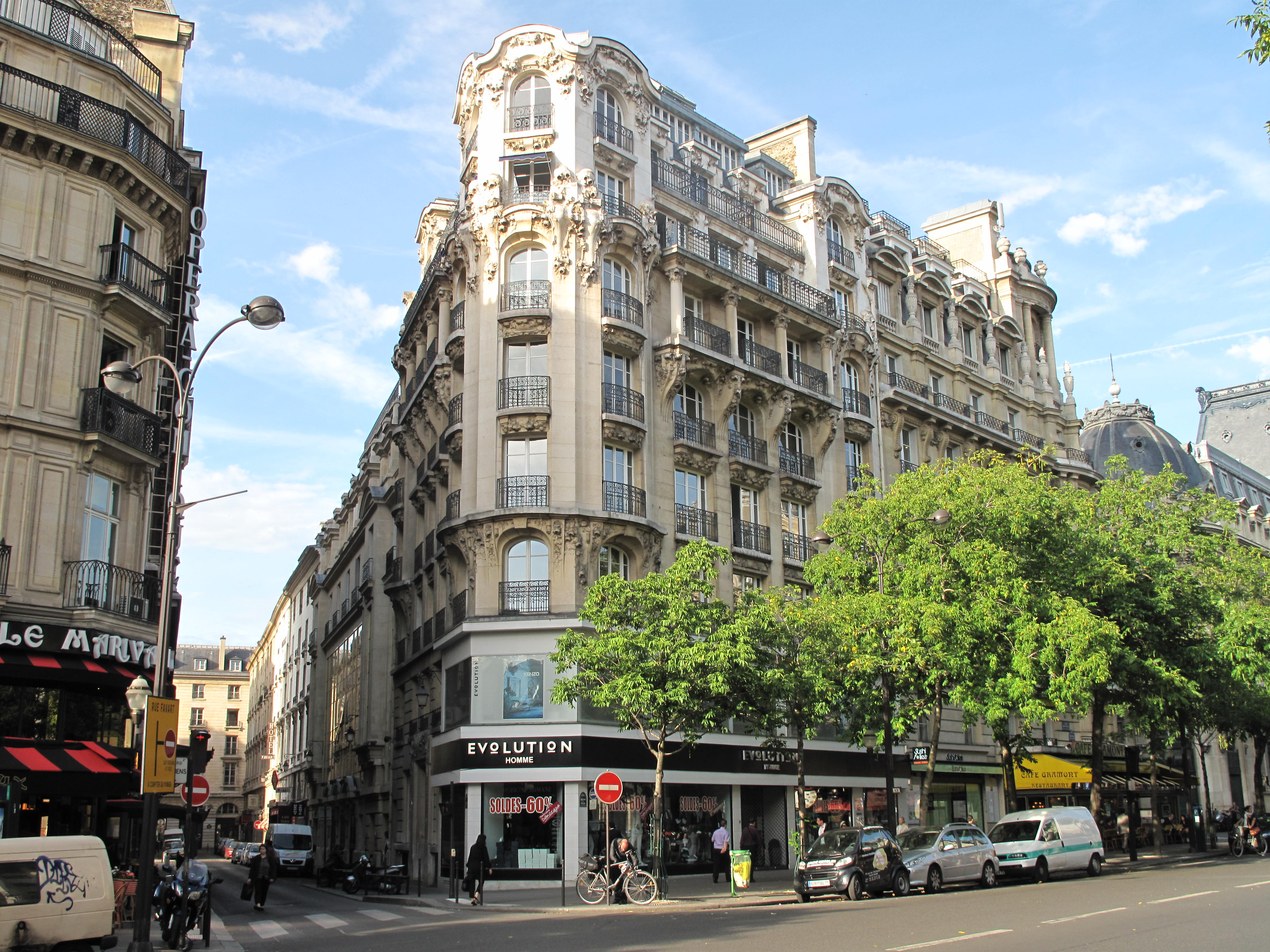
現址

## 文學作品
這間咖啡館在19世紀的巴黎藝文界中享有盛名，有多部文學作品都提到這間咖啡館。如巴爾扎克的小說《高老頭》第3部，馬塞爾·普魯斯特小說《追憶逝水年華》第2卷〈在少女們身旁〉，埃米尔·左拉小說《娜娜》第10章，古斯塔夫·福樓拜小說《情感教育》第10章，居伊·德·莫泊桑短篇小說《珠寶》（Les Bijoux），安伯托·艾可小說《布拉格墓園》。